# SpaceX Crew-9
SpaceX Crew-9 è stato il 16º volo orbitale con equipaggio di una navicella spaziale Crew Dragon. L'equipaggio era composto dall'astronauta NASA Nick Hague e dal cosmonauta Roscosmos Aleksandr Gorbunov che hanno preso parte all'Expedition 72 a bordo della Stazione spaziale internazionale. Originariamente l'equipaggio doveva essere formato da quattro membri ma a seguito della decisione della NASA di far tornare i due astronauti NASA della Boe-CFT a bordo della Crew-9, vennero lasciati liberi due posti. Il lancio è avvenuto il 28 settembre 2024.

## Equipaggio
Il 24 agosto 2024 la NASA decise di far rientrare gli astronauti Boe-CFT Butch Wilmore e Sunita Williams con la Crew-9 nel febbraio 2025, invece che con la Boeing Starliner Calypso. Questa decisione comportò una modifica nell'equipaggio originario; l'equipaggio al lancio sarebbe stato composto da soli due membri, i cui nomi vennero resi noti qualche giorno più tardi, per lasciare due posti liberi per Wilmore e Williams al rientro. Wilmore e Williams, lanciati nello spazio a inizio giugno 2024, hanno trascorso a bordo della ISS circa 9 mesi in totale. Il 30 agosto 2024 la NASA decise che il ruolo di comandante sarebbe stato ricoperto dall'astronauta NASA Nick Hague e il ruolo di Specialista di missione dal cosmonauta Roscosmos Aleksandr Gorbunov mentre Zena Cardman e Stephanie Wilson sarebbero state assegnate a una futura missione.
| Ruolo                     | Equipaggio al lancio                                   | Equipaggio all'atterraggio                             |
| ------------------------- | ------------------------------------------------------ | ------------------------------------------------------ |
| Comandante                | Nick Hague, NASA Expedition 72 Secondo volo            | Nick Hague, NASA Expedition 72 Secondo volo            |
| Pilota                    | Aleksandr Gorbunov, Roscosmos Expedition 72 Primo volo | Aleksandr Gorbunov, Roscosmos Expedition 72 Primo volo |
| Specialista di missione 1 | Nessuno                                                | Butch Wilmore, NASA Expedition 71/72 Terzo volo        |
| Specialista di missione 2 | Nessuno                                                | Sunita Williams, NASA Expedition 71/72 Terzo volo      |

### Equipaggio originario
| Ruolo                     | Equipaggio                                             | Equipaggio                                             |
| ------------------------- | ------------------------------------------------------ | ------------------------------------------------------ |
| Comandante                | Zena Cardman, NASA Expedition 72 Primo volo            | Zena Cardman, NASA Expedition 72 Primo volo            |
| Pilota                    | Nick Hague, NASA Expedition 72 Secondo volo            | Nick Hague, NASA Expedition 72 Secondo volo            |
| Specialista di missione 1 | Stephanie Wilson, NASA Expedition 72 Quarto volo       | Stephanie Wilson, NASA Expedition 72 Quarto volo       |
| Specialista di missione 2 | Aleksandr Gorbunov, Roscosmos Expedition 72 Primo volo | Aleksandr Gorbunov, Roscosmos Expedition 72 Primo volo |

## Missione
Il 6 agosto 2024, il lancio previsto per il 18 agosto 2024 venne rinviato al 24 settembre per permettere al team di Starliner di avere più tempo per analizzare la situazione della navicella Calypso in quel momento attraccata sulla ISS. Dopo ulteriori rinvii, il lancio è avvenuto il 28 settembre 2024.
Il 18 marzo 2025 la missione si è conclusa con l'ammaraggio nel Golfo del Messico della navetta Freedom.